# Kamal-ol-Molk

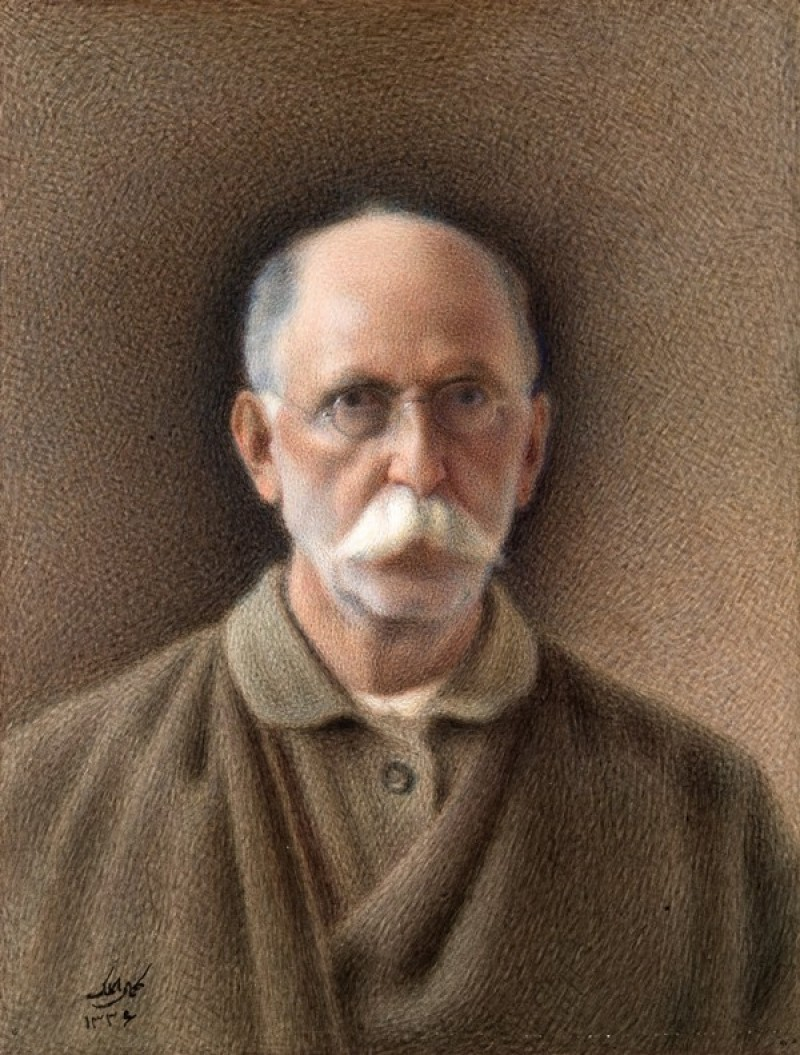
Ritratto di Kamal-ol-Molk

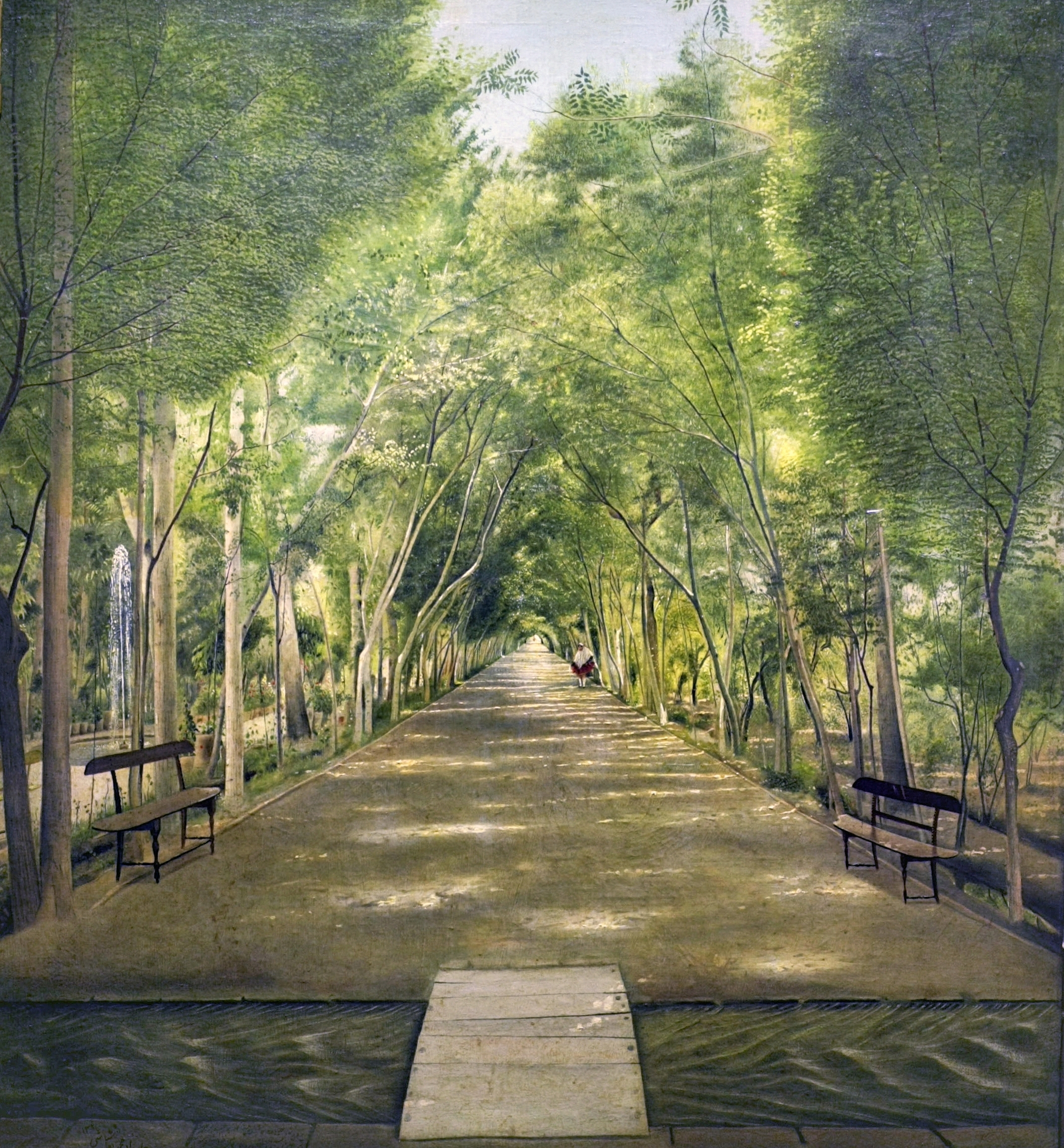
La via Doshan Tappeh, 1899

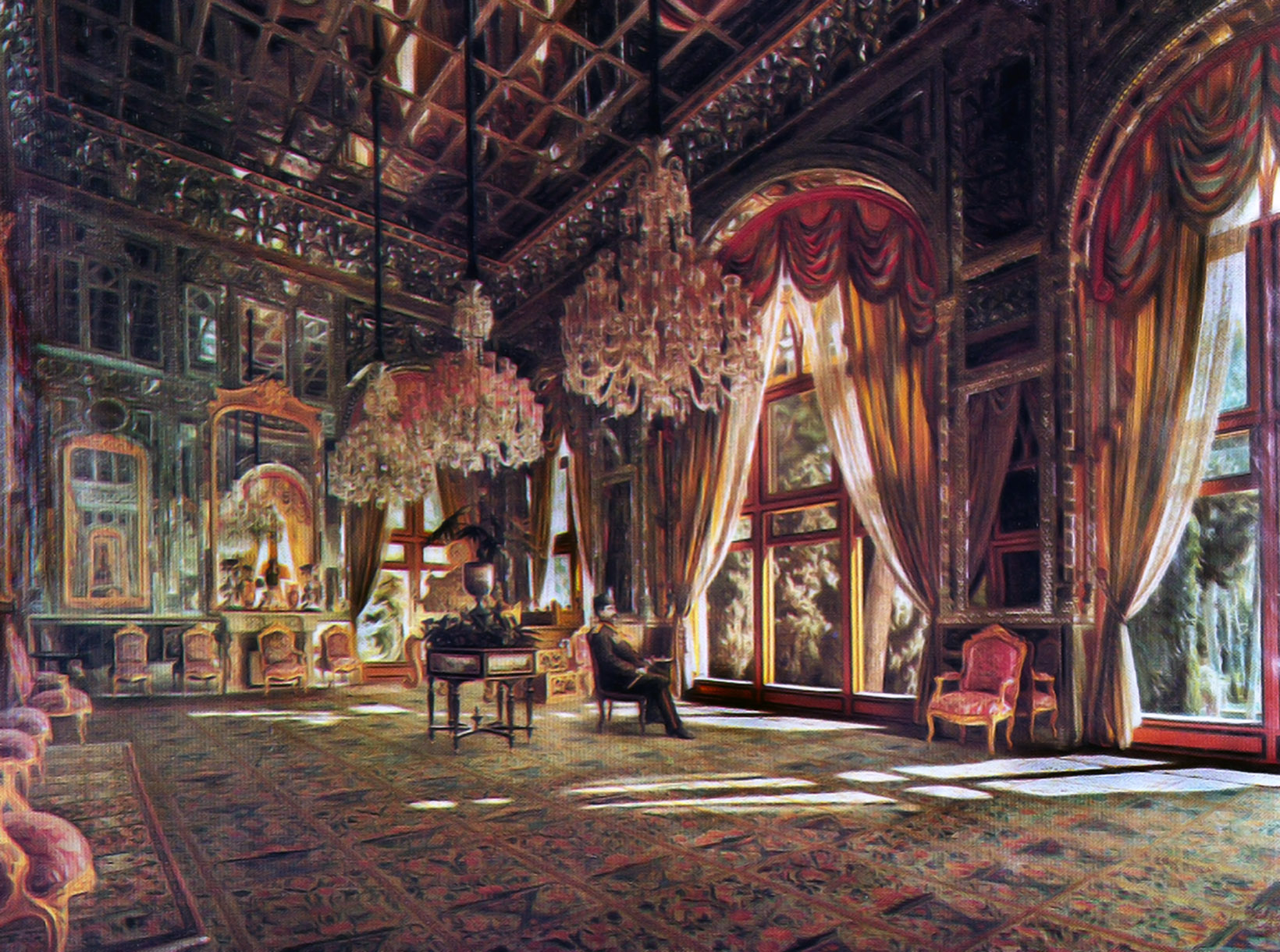
Sala degli Specchi, che credeva fosse la sua opera migliore. La dipinse in un periodo di cinque anni.

Mohammad Ghaffari (in persiano محمد غفاری‎), più noto come Kamal-ol-Molk (کمال‌المُلک‎) (Kashan, 29 settembre 1848 – Nishapur, 18 agosto 1940) è stato un pittore iraniano della famiglia Ghaffari di Kashan.

## Biografia
Nacqe da una famiglia con una forte tradizione artistica, che faceva risalire le proprie origini a notevoli pittori durante il regno di Nadir Shah. Lo zio di Kamal, Mirza Abolhassan Khan Ghaffari, noto come Sanee ol molk, un celebre pittore del XIX secolo, era noto per i suoi ritratti ad acquerello. Suo padre, Mirza Bozorg Ghaffari Kashani, fu il fondatore della scuola di pittura iraniana e anche un famoso artista. Suo fratello, Abutorab Ghaffari, era anche lui un illustre pittore del suo tempo. Mohammad sviluppò un interesse per la calligrafia e la pittura in giovane età. Nella sua ansia infantile, disegnava schizzi a carboncino sulle pareti della sua stanza.
Al termine della sua istruzione primaria si trasferì a Teheran. Potrebbe aver studiato pittura, per un po', con Mirza Esma'il. Per approfondire i suoi studi, si iscrisse alla Dar-ol Fonoun, un moderno istituto di istruzione superiore in Iran, dove studiò pittura con Mozayyen-od-Doleh, un noto pittore che aveva visitato l'Europa e studiato arte occidentale. Studiò lì per un periodo di tre anni. Ai tempi della scuola, al giovane Ghaffari fu dato il nome di Mirza Mohammad Kashi e durante la sua formazione iniziò ad attirare l'attenzione del pubblico come artista di talento.
Nelle sue visite a Dar-ul-Funun, lo scià Naser al-Din Shah Qajar conobbe Mohammad Ghaffari e lo invitò a corte. Mohammad migliorò ulteriormente la sua tecnica e Naser al-Din Shah gli diede il titolo di "Kamal-ol-Molk" ("perfezione sulla terra").
Durante gli anni in cui soggiornò alla corte di Naser al-Din Shah, Kamal-ol-Molk realizzò alcune delle sue opere più significative. I dipinti che fece in questo periodo, che durò fino all'assassinio di Naser al-Din Shah, erano ritratti di personaggi importanti, paesaggi, dipinti di accampamenti reali e terreni di caccia e varie parti di palazzi reali.
In questo periodo più intenso della sua vita artistica, Kamal-ol-Molk realizzò oltre 170 dipinti. Tuttavia, la maggior parte di questi venne distrutta o portata all'estero. Le opere da lui create in questo periodo indicano il suo desiderio di sviluppare la sua tecnica di pittura ad olio. Avanzò così tanto che acquisì da solo le leggi della prospettiva e le applicò alle sue opere. La sua maestria nell'uso delicato del pennello, così come i colori vivaci, lo distinguevano dai suoi contemporanei.

## Visita in Europa
Dopo la morte di Naser al-Din Shah Qajar, Kamal-ol-Molk trovò impossibile lavorare sotto suo figlio, Mozaffar ad-Din Shah Qajar. Pertanto, partì per l'Europa nel 1898, all'età di 47 anni, per migliorare la sua arte. Una volta lì, discusse con illustri artisti europei su stile e tecnica e copiò alcune delle opere di Rembrandt, tra cui "Autoritratto", "Giona" e "San Matteo". Kamal-ol-Molk visitò la maggior parte dei musei europei e studiò da vicino le opere di alcuni artisti famosi come Raffaello e Tiziano e adattò e modificò alcune delle loro opere. Rimase in Europa per circa quattro anni. Nel 1902 tornò in Iran, dopodiché divenne pittore di corte di cinque scià.

## Migrazione in Iraq
La crescente pressione su Kamal-ol-Molk, originata dalla corte di Mozaffar al-Din Shah Qajar, non gli lasciò altra scelta che abbandonare il suo paese per l'Iraq, nonostante tutto l'affetto che provava per l'Iran. Le visite che fece alle città sante dell'Iraq ispirarono il suo lavoro in quel periodo. "Piazza Karbala-ye-Moalla" e "Indovini ebrei di Baghdad" sono due delle sue opere migliori di questo periodo.
Con l'avvento del Movimento costituzionale, dopo un soggiorno di due anni in Iraq, Kamal-ol-Molk tornò in Iran e si unì ai costituzionalisti a causa dell'odio che aveva sviluppato nei confronti del governo di Mazaffareddin Shah. Ritratti come "Comandante Asa'd Bakhtiari" e "Azad-ol-Molk" contraddistinguono questo periodo.

## Scuola d'arte Kamal-ol-Molk

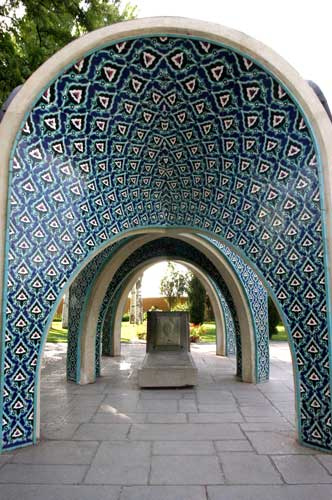
Tomba di Kamal-ol-molk, Nishapur.

L'era post-Movimento costituzionale dell'Iran portò una nuova atmosfera all'artista. I costituzionalisti erano colti e apprezzavano l'arte più dei loro predecessori, quindi il rispetto per Kamal-ol-Molk e le sue opere andava aumentando.
Il maestro fondò la Scuola d'arte Sanaye Mostazrafeh , meglio conosciuta come Scuola d'arte Kamal-ol-Molk, proseguì la sua carriera artistica e consolidò un nuovo stile nell'arte iranica. L'obiettivo della Scuola era trovare nuovi talenti, abbracciarli ed educarli nel miglior modo possibile. Kamal-ol-Molk non si limitò alla sola pittura. Piuttosto, introdusse altre arti e mestieri come la tessitura di tappeti, la progettazione di mosaici e la lavorazione del legno, nella sua scuola, per far rivivere le belle arti morenti. Oltre a insegnare arte, attraverso il suo comportamento gentile, insegnò agli studenti l'amore, la morale e l'umanità. Molte volte rimaneva fino a tardi a scuola ad insegnare e devolvette una parte dei suoi guadagni mensili per l'istruzione degli studenti poveri.

## Morte
Morì a Nishapur, nel 1940. Le persone in lutto, in particolare la famiglia e gli amici più cari, fecero transitare la sua salma accanto alla tomba del poeta sufi, Attar.

## Galleria d'immagini

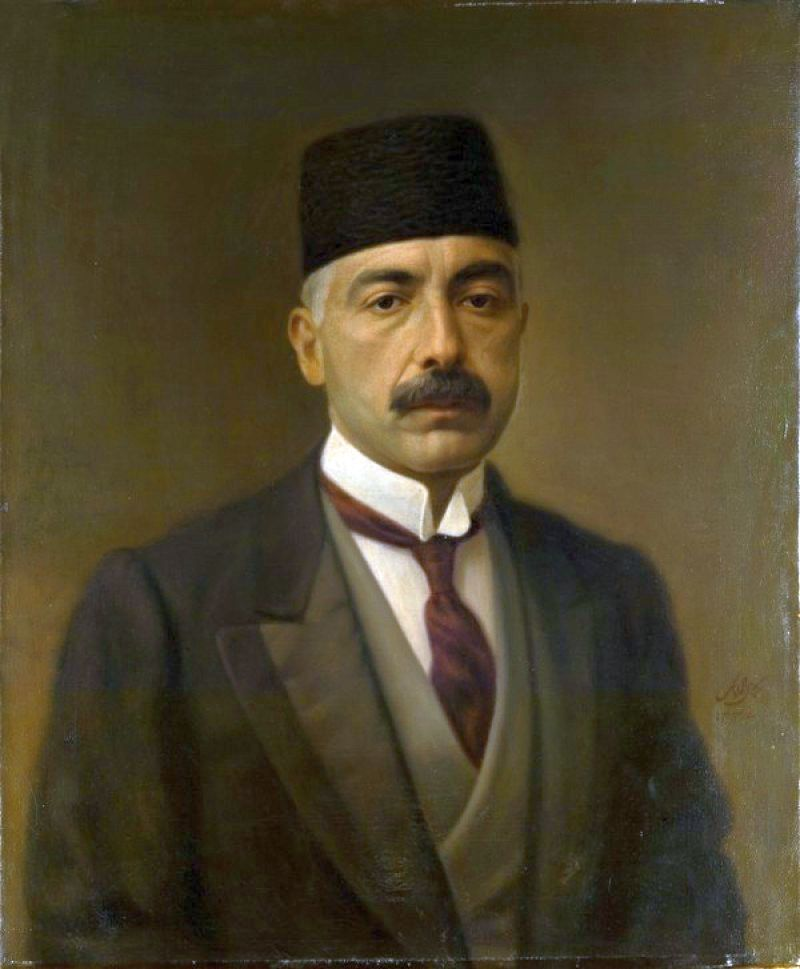
Ritratto di Vosough od-Dowleh
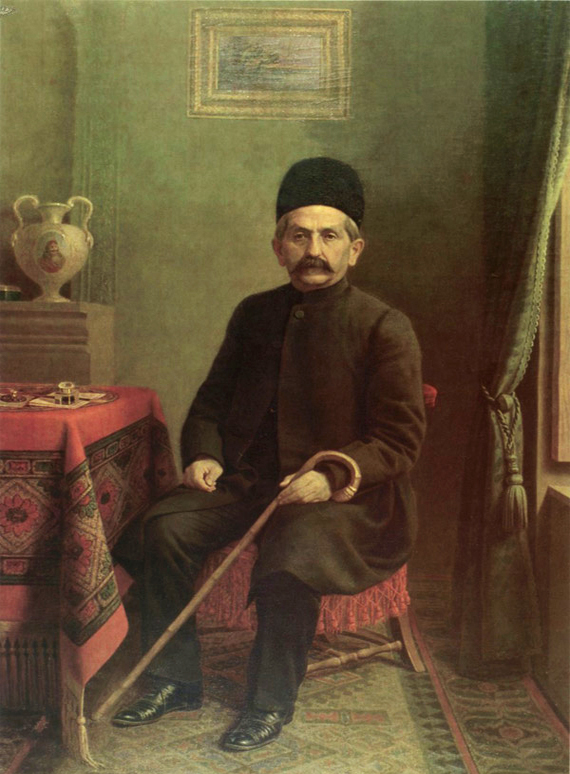
Ritratto di Ali-Qoli Khan Bakhtiari
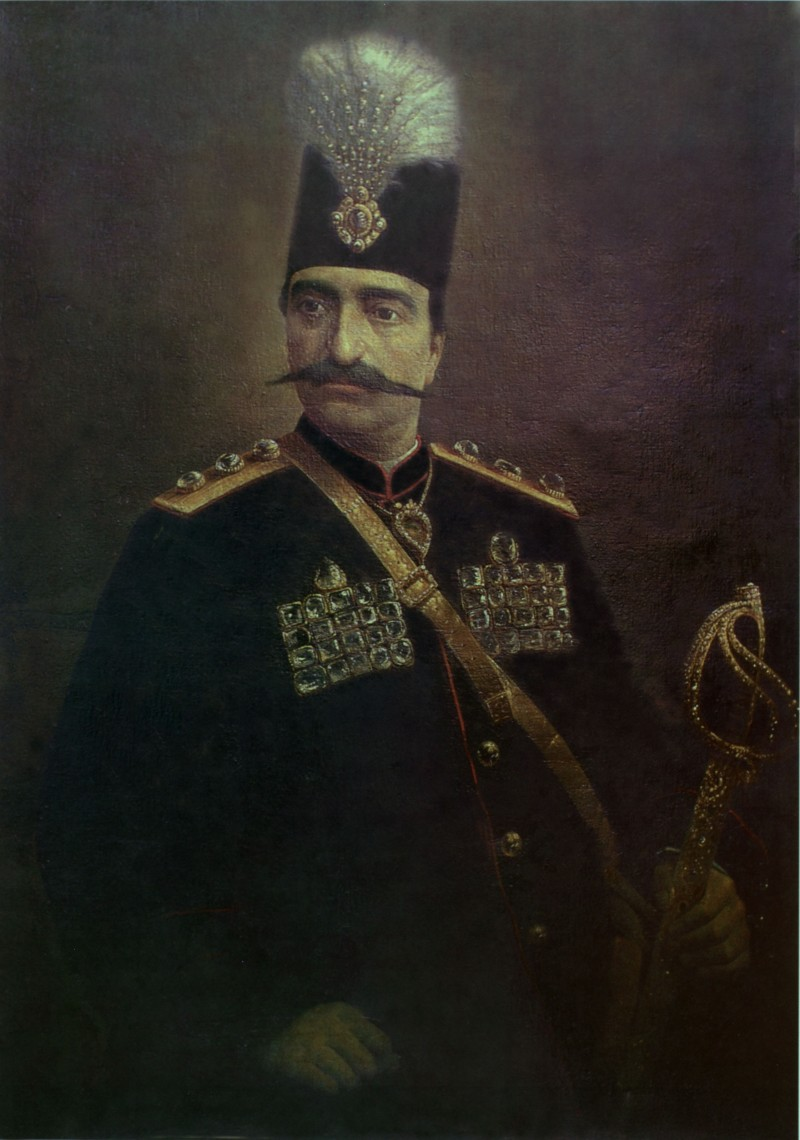
Ritratto di Naser al-Din Shah Qajar
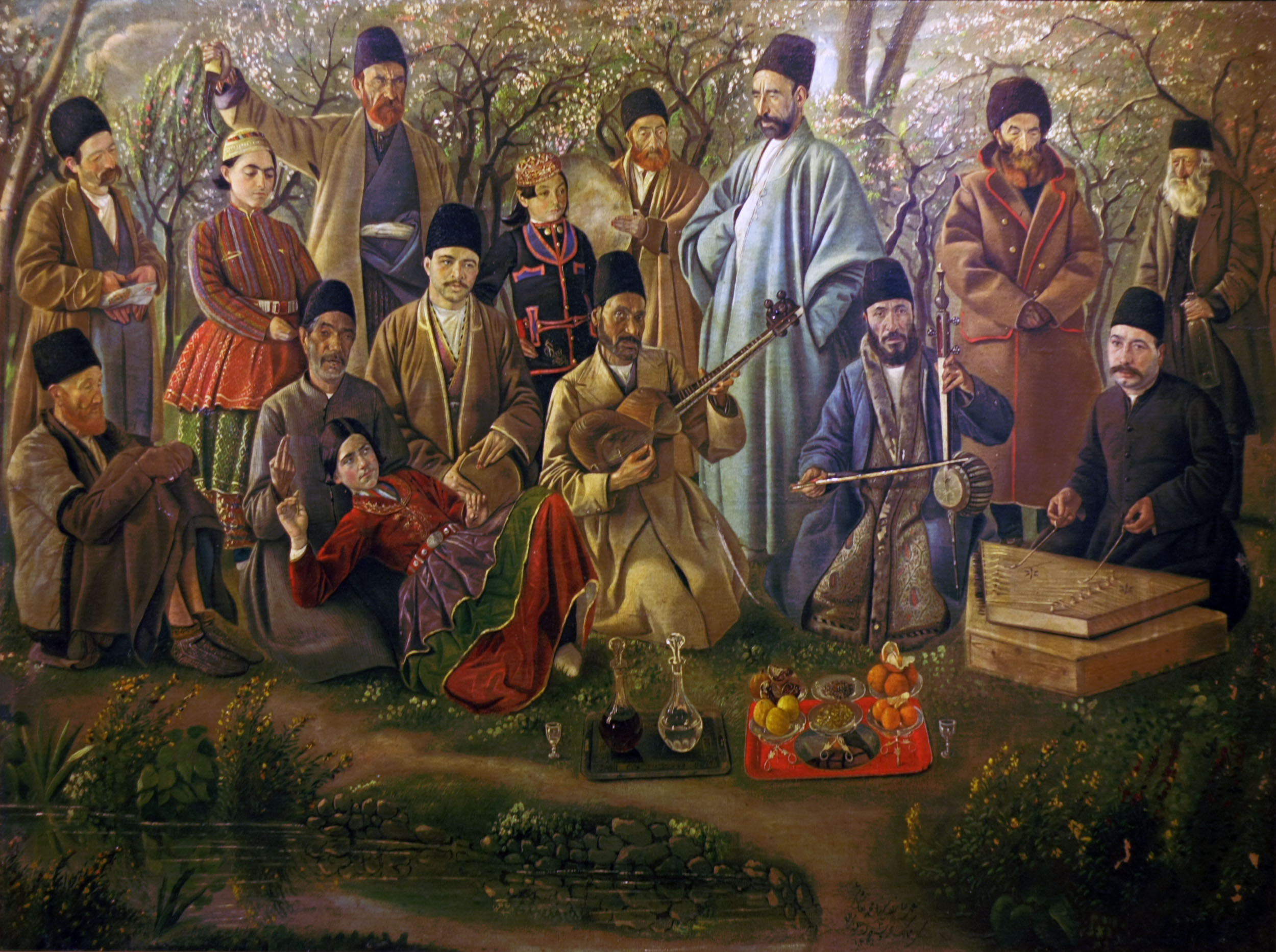
Ritratto di un gruppo musicale nell'era di Naser al-din Shah, 1886
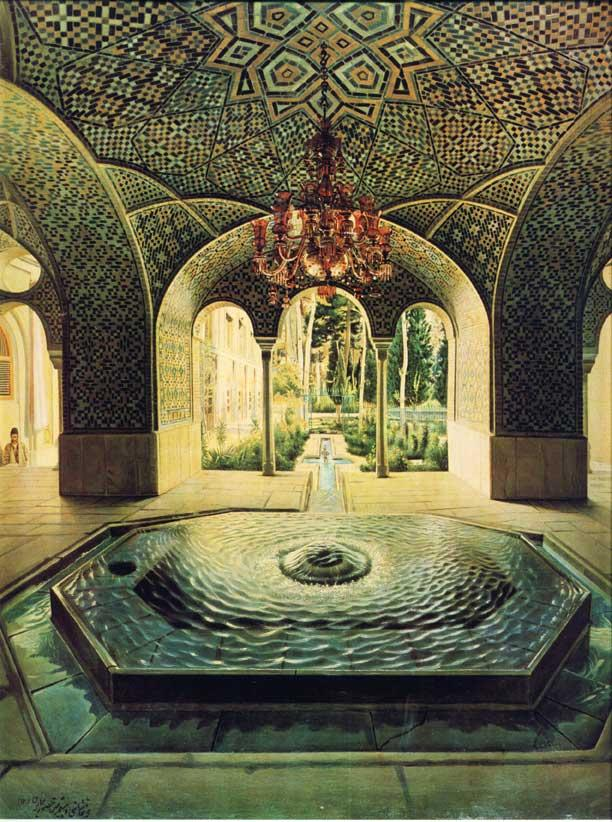
La sala primaverile del Palazzo Golestan, 1889
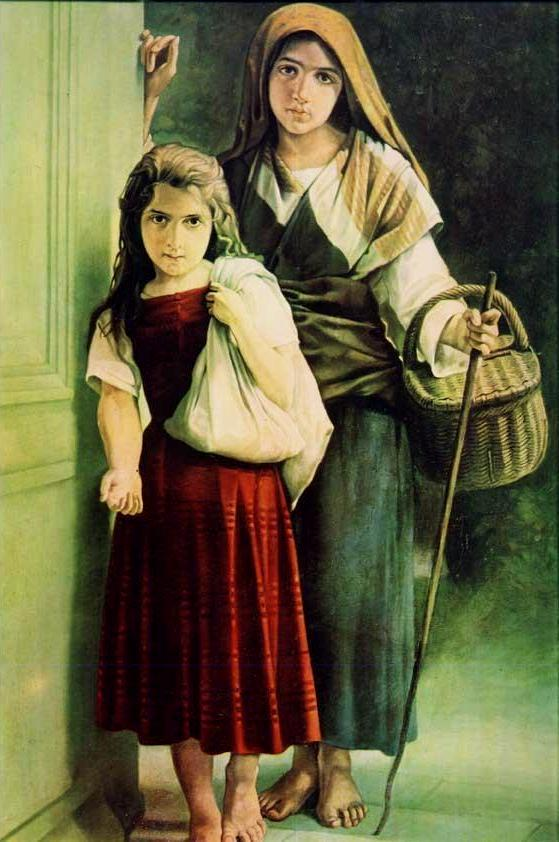
Ragazze mendicanti, dipinto di Kamal-ol-molk del 1889
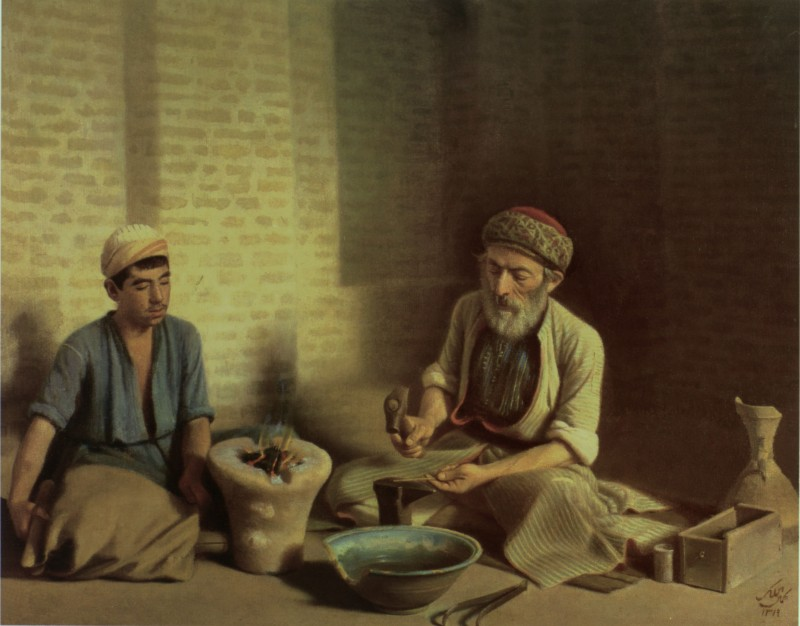
L'orafo Baqdadi, 1901
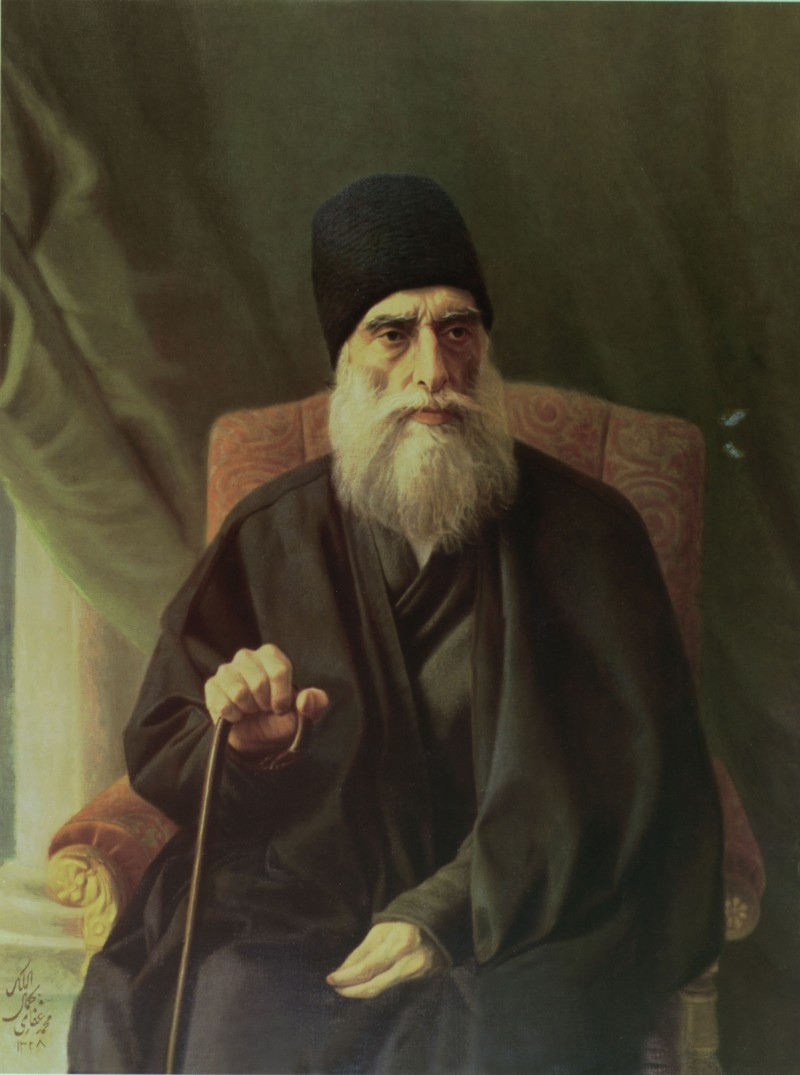
Ritratto di Azod al-Molk, 1910
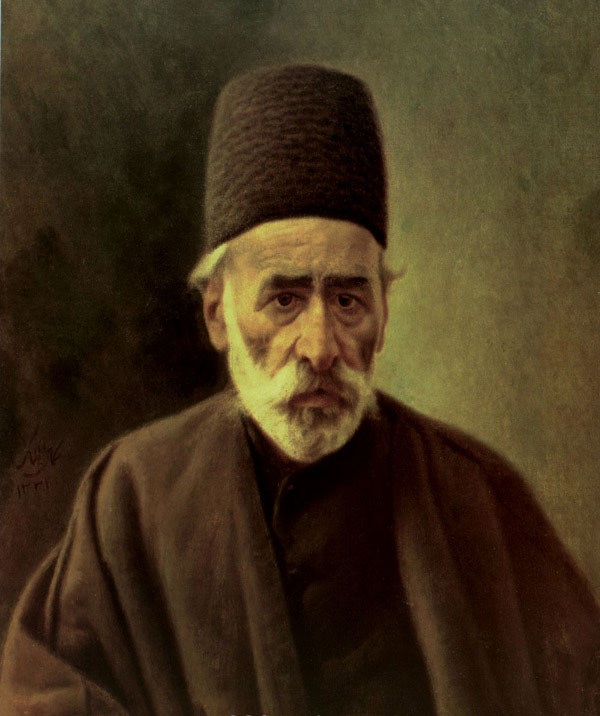
Zoka-ol-Molk I, 1913
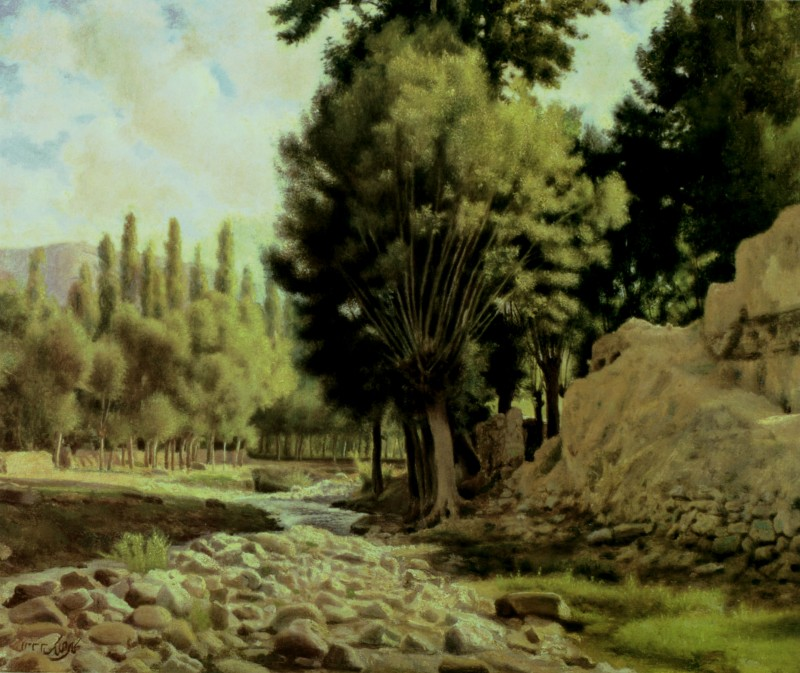
Il villaggio di Damavand, 1915
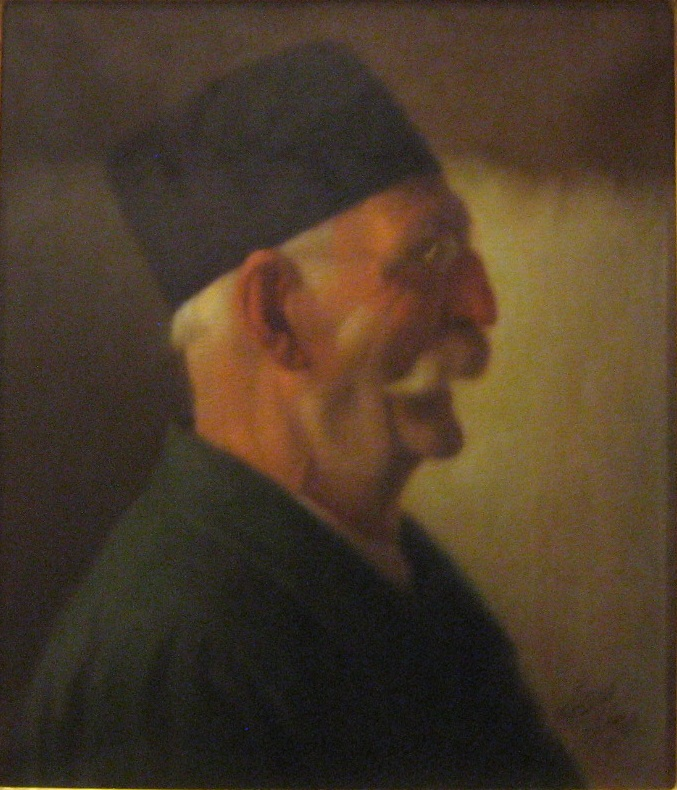
Ritratto di profilo di Kamal-ol-molk, 1925